# Rodrigo Zelaya
Rodrigo Zelaya (ur. 12 czerwca 1968) – chilijski lekkoatleta, który specjalizował się w rzucie oszczepem.
W 1987 zajął drugie miejsce na mistrzostwach Ameryki Południowej juniorów oraz zdobył pierwszy w karierze – srebrny – medal seniorskiego czempionatu Ameryki Południowej. Trzeci zawodnik mistrzostw iberoamerykańskich w 1990 roku ponownie stanął na drugim stopniu podium mistrzostw swojego kontynentu w 1991; w tym samym sezonie nie awansował także do finału mistrzostw świata. Największy sukces osiągnął w 1993 roku, kiedy to został mistrzem Ameryki Południowej. W swoim drugim występie na mistrzostwach globu ponownie nie wywalczył awansu do finału. Piąty zawodnik igrzysk panamerykańskich w 1995 oraz srebrny (1996) i brązowy (1998) medalista mistrzostw iberoamerykańskich. Rekord życiowy: 77,28 (25 kwietnia 1998, Santiago) – rezultat ten był rekordem Chile. 

## Osiągnięcia
| Rok  | Impreza                           | Miejsce       | Lokata            | Wynik |
| ---- | --------------------------------- | ------------- | ----------------- | ----- |
| 1987 | Mistrzostwa Ameryki Płd. juniorów | Santiago      | 2. miejsce        | 62,98 |
| 1987 | Mistrzostwa Ameryki Południowej   | São Paulo     | 2. miejsce        | 64,06 |
| 1990 | Mistrzostwa iberoamerykańskie     | Manaus        | 3. miejsce        | 67,28 |
| 1991 | Mistrzostwa Ameryki Południowej   | Manaus        | 2. miejsce        | 73,88 |
| 1991 | Mistrzostwa świata                | Tokio         | el. – 34. miejsce | 73,26 |
| 1993 | Mistrzostwa Ameryki Południowej   | Lima          | 1. miejsce        | 72,86 |
| 1993 | Mistrzostwa świata                | Stuttgart     | el. – 31. miejsce | 70,70 |
| 1995 | Igrzyska panamerykańskie          | Mar del Plata | 5. miejsce        | 74,18 |
| 1996 | Mistrzostwa iberoamerykańskie     | Medellín      | 2. miejsce        | 74,22 |
| 1998 | Mistrzostwa iberoamerykańskie     | Lizbona       | 3. miejsce        | 74,54 |